# David Ames
David Ames né le 25 juin 1989 à Durban en Afrique du Sud, est un joueur de hockey sur gazon irlandais (2008-2012), anglais et britannique (depuis 2015). Il évolue au poste de défenseur au HC Oranje-Rood et avec les équipes nationales irlandaise (2008-2012), anglaise et britannique (depuis 2015),,,.

## Carrière

### Coupe du monde
- Top 8 : 2018

### Championnat d'Europe
- : 2017
- Top 8 : 2011, 2015, 2019, 2021

### Jeux olympiques
- Top 8 : 2020